# Берізка (гімнастика)

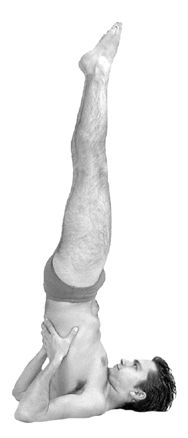

Берізка — гімнастична вправа, що полягає в вертикальному підйомі ніг і тулуба з положення лежачи у положення стійки на лопатках. При цьому — руки підримують спину і таз, щоб вони піднімалися вище і створювали суцільну лінію з ногами.
Стійка на лопатках використовується в гімнастиці, акробатиці та йозі.